# Екехард I (Майсен)
Екехард I (на немски: Ekkehard I, * ок. 960, † 30 април 1002, Пфалц Пьолде) от род Екехардини, е от 985 до 1002 г. маркграф на Майсен.

## Произход и управление
Той е най-възрастният син на маркграф Гунтер Мерзебургски († 13 юли 982) и на Добрава († 977) от род Пршемисловци, дъщеря на чешкия княз Болеслав I. Добрава се омъжва през 965 г. за полския херцог Мешко I от род Пясти.
Екехард I е поставен за маркграф на Майсен от император Ото III след смъртта на Рикдаг II († 985 или 986) от род Ветини.
През 990 г. той попада в плен при славяните Лютичи, но е освободен чрез преговорите на Болеслав II. Следващите години Екехард сключва съюз с полубрат си, полския херцог Болеслав I, и става херцог на Тюрингия.
Екехард е един от най-влиятелните мъже около император Ото III и командир на войската в неговите походи в Италия. След смъртта на бездетния Ото III през януари 1002 г. той участва в изборите на крал от 1002 г. в борбата за короната. На 30 април 1002 г. Екехард е убит от вражески рицари в Пфалц Пьолде на Харц. Той е погребан според Аналиста Саксо в неговия замък Гене в епископия Майнц. След това е преместен в домашния манастир в Наумбург. Последван е от брат му Гунзелин от Кукенбург (* 965, † сл. 1017).

## Фамилия
Екехард е женен за Сванхилда (Суанехилда), от рода на Билунгите, дъщеря на саксонския маркграф Херман Билунг. Двамата имат шест деца:
- Лютгард († 1012)

∞ Вернер фон Валбек (* ок. 980/85, † 11 ноември 1014), 1003 – 1009 маркграф на Северна марка
- Херман I от Майсен († 1038), от 1009 до 1038 г. маркграф на Майсен, от 1004 до 1007 г. маркграф на Горна Лужица, граф в Хасегау от 1028 до 1038 г. и граф в Бауцен от 1007 до 1038 г.

∞ Регелинда (* 989, † 1016), дъщеря на полския херцог и крал Болеслав I Храбри
- Екехард II от Майсен (* ок. 985, † 24 януари 1046), маркграф на Майсен през 1038 – 1046 г., граф в Гау Хутици и в Бургвард Тойхерн, маркграф на Лужица

∞ Ута фон Баленщет (* 1000, † 1046), сестра на граф Езико фон Баленщет, от род Аскани
- Гунтер фон Майсен († 1025), кралски канцлер (1009), архиепископ на Залцбург (1024 – 1025)
- Айлвард фон Майсен († 1023), 1016 – 1023 епископ на Майсен
- Матилда фон Майсен († ок. 1030)

∞ Дитрих I (* ок. 990, † 19 ноември 1034), първи маркграф на Марка Лужица от 1032 до 1034 г.
- Ода (* пр. 1008, † сл. 1025)

∞ 3 февруари 1018 Болеслав I Храбри от род Пясти